# 西鉄バス北九州・中谷自動車営業所

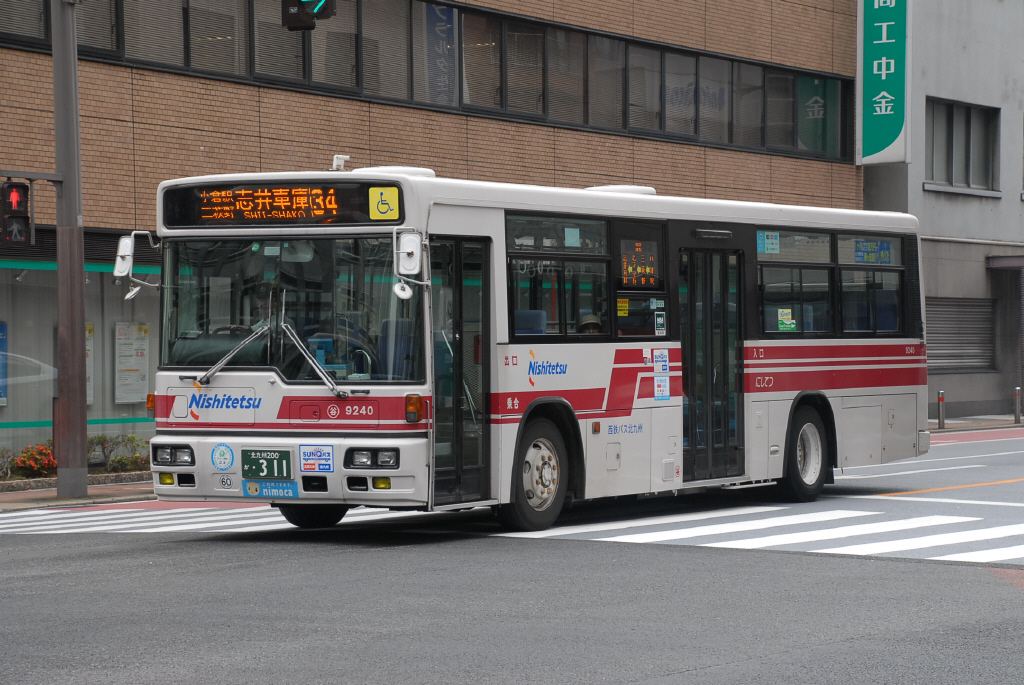
路線車

西鉄バス北九州・中谷自動車営業所（にしてつばすきたきゅうしゅう・なかたにじどうしゃえいぎょうしょ）は、西日本鉄道のバス子会社のひとつである西鉄バス北九州の営業所の一つ。主に北九州市小倉南区の西部と小倉北区の南西部を担当する。

## 概要
- 歴史は比較的古いほうであり、かつては多くの路線を担当していたが、乗客の減少などにより現在は縮小の一途をたどる。
- 一時、西鉄バス京築に管理委託されていた時期もあったが、西鉄バス北九州発足時に復帰した。
- 北九州地区では、青葉営業所、香月営業所とともに、新人の育成担当として位置づけられている。
- 「中谷」の名称は、第二次世界大戦前のこの地域の村名「中谷村」に由来する。
- 西鉄バス北九州は各営業所で「グリーン経営認証」を受けていたが、中谷は最後となった（2009年2月）。これは、上記のとおり新人育成営業所として位置付けられたこともあり旧式車両の“墓場”的扱いを受け、なかなか新車が導入されなかったのが理由の一つであった。他営業所に足並みを揃えるため、旧式車両の廃車と比較的新しい車両の他営業所からの“引き抜き”により、ようやく認証基準を全てクリアすることができた。
- 「nimoca」については2009年7月13日に導入を完了した（同時に浅野営業所にも導入され、これにより西鉄バス北九州管轄の全ての営業所にて導入が完了した）。なお営業所窓口閉鎖時の「nimoca」等のチャージは、南隣りにあったデイリーヤマザキ小倉南インター店で可能だったが、デイリーヤマザキはその後閉店。2021年現在最寄りのコンビニエンスストアは蒲生方面隣のバス停である両谷出張所前バス停前のミニストップ、及び徳力方面隣のバス停である徳光バス停に近いローソンとなっている。(どちらも徒歩で行くことは可能)
  - デイリーヤマザキが相互利用対象の「SUGOCA」に対応したため。設定できる入金額はローソンと同じで、1,000円から5,000円まで1,000円単位、及び10,000円。但し残高チェックは当然あり入金後残高が20,000円を超える入金はできない。

## 所在地
福岡県北九州市小倉南区大字高津尾523番地の1
- 併設バス停：中谷
新道寺・志井経由は営業所内に、福岡天神行き高速バス「なかたに号」、北九州空港エアポートバス（2009年4月1日ダイヤ改正から）および、別府・大分行き高速バス「ゆのくに号」（2016年4月25日ダイヤ改正から）は九州自動車道小倉南インターチェンジ入口手前に、ほかの路線は所内敷地の一角に、それぞれ停留所が設けられている。なお田川快速線は西中橋の上に停車していたが2017年9月いっぱいで廃止され、代替で運用された後藤寺 - 中谷線（後の東谷 - 徳力線）は営業所内から発車していた。

北九州空港エアポートバスについては、大規模路線見直しまで、営業所ではなく少し歩いたインターチェンジバス停からも別系統のバスが発着しており、利用が可能であった。見直し後は高速道入口手前に一本化。
なお2020年度を目処に、主に福岡市内からの高速バスと北九州空港エアポートバスの乗り継ぎの便を図るべく、営業所内に待合所を設ける計画があるが、2023年4月現在も設置の動きはない。

## 管轄路線
2024年10月1日現在の路線（太字は終点・始発停留所）

### 志井線

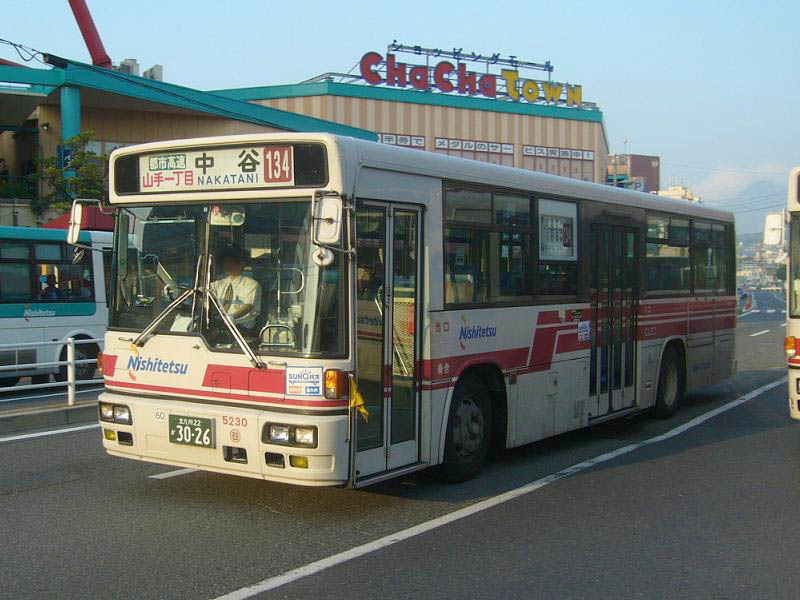
小倉（都市高速）志井線

この営業所にとって主幹路線である。運行本数が他の路線に比べ格段に多い。車両もスロープ付大型車での運行が殆どである。
34番の大半は砂津 - 志井車庫だが、志徳団地北止まりおよび新道寺経由の中谷発着便がある。
32番は守恒・北方地区から西南女学院や東筑紫短大などの通学輸送を目的として設定され、平日朝夕と土曜朝のみ運転される。戸畑方面はすべて戸畑駅の1つ手前の浅生市場前が終点となり、折り返しは戸畑駅発となる（折り返しまで戸畑営業所で待機）。34番と違って中谷発は徳力嵐山口駅経由となる。
36番は当初都市高速道路経由の134番として設定されたが、2016年10月のダイヤ改正で番号変更の上、国道3号 - 国道322号バイパス経由に改められた。大半は砂津 - 志井車庫であり、一部は小倉駅バスセンター折り返しとなる。
2017年3月24日までは砂津 - 小倉駅バスセンター間について、砂津発で京町三丁目に停車していた。また砂津行はそれ以前から米町には停車しない。
2021年10月1日ダイヤ改正より、34番志徳団地発着・34番母原発着・32番戸畑駅発中谷行き・36番砂津発中谷行き・132番が廃止。後述の東谷 - 徳力線新設により34番中谷発着は朝夕のみの運行に移行。志徳団地北（旧：志徳橋）に折返場が整備され、およそ半数の便が志徳団地北発着となった。
■□■ 6
- 中谷 - 長行校下 - 徳力嵐山口駅 - 徳力団地南 - 徳力団地口 - 守恒 - 北方・北九州市立大学前 - 北方一丁目 - 富士見町 - 城野四角 - 片野二丁目 - 三萩野 - 平和通り - 小倉駅入口 - 砂津 - 上富野一丁目 - 手向山トンネル口 - 社ノ木二丁目 - 門司駅

かつては『門司 - 戸畑・中谷線』という路線で門司営業所との共同運行しており、中谷 - 田野浦間の全行程約1時間30分を要する北九州地区屈指の長距離路線であった。西鉄北方線の代替路線として運行が開始された。徳力団地経由のため、徳力公団前駅は経由しない。2015年10月1日より田野浦発着が全便門司駅前発着となり中谷営業所の単独運行となった。門司駅での乗車扱いは従来通り3号線上のものを使用するが、折り返しまでの待機が南口ロータリーで実施する49番と違い、北口ロータリーで実施するようになった。2024年10月5日のダイヤ改正で志井線に統合し、砂津発着を新設した。
□ 32
- 志井車庫 - 北九州高専前 - 下志井 - 志徳団地北 - 志徳団地 - 山手一丁目 - 権現堂 - 守恒 - 日の出町 - 北方・北九州市立大学前 - 北方一丁目 - 富士見町 - 城野四角 - 片野二丁目 - 三萩野 - 木町 - 南小倉駅前 - 一枝入口 - 明治学園前 - 戸畑区役所 - 浅生通り - 浅生市場前←戸畑駅
- 中谷→長行校下→徳力嵐山口駅→志井入口→徳力公団前駅→徳力団地口→守恒→（この間上記と同じ）→浅生市場前

■□ 34
- 砂津 - 小倉駅バスセンター - 平和通り - 三萩野 - 片野二丁目 - 城野四角 - 富士見町 - 北方一丁目 - 北方・北九州市立大学前 - 日の出町 - 守恒 - 権現堂 - 山手一丁目 - 志徳団地 - 志徳団地北 - 下志井 - 北九州高専前 - 志井車庫 - 上志井 - 母原 - 新道寺 - 山ケ迫 - 石原町 - 中谷

■□ 36
朝ラッシュ時に小倉駅バスセンター・砂津行き、夕方に志井車庫行きを運行。2021年10月1日ダイヤ改正より、平日のみの運行となった。
- 志井車庫 - 北九州高専前 - 下志井 - 志徳団地北 - 志徳団地 - 山手一丁目 - 権現堂 - 守恒 - 日の出町 - 競馬場前北九州市立大学前 - 北方駅 - 片野駅 - 三萩野 - 貴船町 - 大手町 - ソレイユホール・ムーブ前 - 西小倉駅前 - 魚町 - 小倉駅バスセンター - 砂津
- 中谷→長行校下→徳力嵐山口駅→志井入口→志徳団地北→（この間上記と同じ）→小倉駅バスセンター

■ 83
平日午後片道1本のみ中谷営業所担当便をもっている。運用はこの路線の間合いとなり、折返し後、32番志井車庫行きとなる。(その他は、戸畑営業所・恒見営業所が担当。)
- 砂津→小倉駅入口→魚町→西小倉駅前→大門→金田二丁目→一枝入口→明治学園前→戸畑区役所→浅生通り→浅生市場前→戸畑駅

### 今町・若園線
全便がスロープ付中型車を使用する。
かつては12番が「若園 - 中谷線」、21番が「今町線」と別々の路線だったが、2014年度のJRに合わせたダイヤ改正で、両線の運用効率を高めるため路線統合された。このため、砂津到着後にルートを切り替えて運用されることがあり、旧今町線の営業所送り便が大幅に減った。12番の大半は砂津 - 小倉南区役所前の運行だが、小倉駅バスセンター折り返し、出入便として中谷発着、平日のみ国立小倉医療センター経由・折り返しがある。21番の大半は砂津 - 恵里だが、本数は少ないが守恒発着、出入便として中谷発着（恵里 - 中谷で重複する45番と違って南方三丁目経由のみ）がある。
12番中谷系統に関しては2017年9月1日のダイヤ改正で守恒 - 徳力新町間の運行経路が変更となり、北九州モノレール小倉線との乗継利便性を高めるため守恒本町（リンガーハット前）には停車しなくなり、『守恒駅』バス停に新規停車する形となった。併せて、高速バス降車場となっていた小倉都心行きのバス停も駅直下に移設された。
2017年3月24日までは砂津 - 小倉駅バスセンター間について、砂津発で浅香通り・京町三丁目に停車していた。
■□ 12
- 砂津 （→/←米町←） 小倉駅バスセンター - 平和通り - 三萩野 - 片野駅 - 城野四角 - 城野駅南口 - 中城野 - 若園四丁目（→企救中学校前→/←小倉南区役所前←）北方 - 北方・北九州市立大学前 - 日の出町 - 守恒 - 守恒駅 - 徳力新町 - 岩鼻 - 高野 - 長行 - 長行台団地 - 中谷
  - 中城野経由の路線。中谷発着は岩鼻経由で運行する。2021年12月18日ダイヤ改正より、中谷発着のみ国立小倉医療センターへ乗り入れがなくなった。

- 砂津→小倉駅バスセンター→平和通り→三萩野→片野駅→城野四角→城野駅南口→城野一丁目→若園四丁目→企救中学校前→小倉南区役所前→若園四丁目→城野一丁目→城野駅南口→城野四角→片野駅→三萩野→平和通り→小倉駅バスセンター→米町→砂津
  - 城野一丁目経由の路線。2021年12月18日ダイヤ改正より、国立小倉医療センター非経由のみ城野駅南口発着から、城野一丁目経由の小倉南区役所ループ(循環運転)となった。

- 砂津 （→/←米町←） 小倉駅バスセンター - 平和通り - 三萩野 - 片野駅 - 城野四角 - 城野駅南口 - 城野一丁目 - 若園四丁目 - （→企救中学校前→） - 小倉南区役所前 - 国立小倉医療センター - 若園一丁目 - 城野一丁目 - 城野駅南口
  - 城野一丁目、国立小倉医療センター経由の路線。2021年12月18日ダイヤ改正より、平日2往復に減便となった。
  - 国立小倉医療センター経由は砂津発は城野駅南口止め、城野駅南口始発が砂津行きとなる。

■□ 21
守恒系統は守恒到着後、上りの守恒バス停まで回送され、そのまま上り砂津行きとして折り返す。
- 砂津（→/←米町←）小倉駅バスセンター - 平和通り - 三萩野 - 貴船町西 - 篠崎橋 - 今町二丁目 - 南丘団地 - 恵里 - 蒲生 - 南方三丁目 - 高野 - 長行 - 長行台団地 - 中谷
- 砂津（→/←米町←）小倉駅バスセンター - 平和通り - 三萩野 - 貴船町西 - 篠崎橋 - 今町二丁目 - 南丘団地 - 恵里（→蒲生交差点→/←）錦町 - 北方・北九州大学前 - 日の出町 - 守恒

### 蒲生線
2008年3月24日、門司駅 - 山田線の一部と再統合された。岩鼻経由と南方三丁目経由があり、かつて存在した西谷変電所系統は全て岩鼻経由だった。なお小倉記念病院移転後、夜間を除き小倉駅バスセンター折り返しループから移転後の小倉記念病院との往復便に変更された。中谷 - 小倉駅バスセンター間については変わらない。2022年3月12日改正で、中谷、山田緑地行きのみ、全便小倉駅バスセンターが始発となり、また平日朝1本のみ、赤坂海岸行きが新設された。大型車または中型車が使用される。
■□ 45
- 中谷 - 長行台団地 - 長行 - 高野 - 岩鼻 - 蒲生 - 恵里 - 下蒲生 - 蒲生入口 - 宮田町 - 木町 - 大手町西 - ソレイユホール・ムーブ前 - 西小倉駅前 - 魚町 - 小倉駅バスセンター → 小倉記念病院
- 中谷 → 長行台団地 → 長行 → 高野 → 岩鼻 → 蒲生 → 恵里 → 下蒲生 → 蒲生入口 → 宮田町 → 木町 → 大手町西 → ソレイユホール・ムーブ前 → 西小倉駅前→ 魚町 → 小倉駅バスセンター → 末広一丁目 → 延命寺臨海公園 → 赤坂海岸第四
  - 岩鼻経由。平日ダイヤは主に朝晩の一部便と、土曜ダイヤ・日祝ダイヤは最終1便が小倉駅バスセンター止まりで、そのほかはすべて小倉記念病院行き。前述のとおり小倉記念病院への直通は上りのみとなり、下りは全て小倉駅バスセンターからの営業となる。赤坂海岸系統は平日朝1本のみで、下りの小倉駅方面への運行はない。
  - 赤坂海岸へは過去に24番系統として乗り入れていたが、小倉駅 - 赤坂海岸間が分離され浅野営業所（のちに青葉営業所）へ移管。その後2022年3月12日改正で蒲生線として、中谷発の1便が再度乗り入れることとなった。

- 中谷 - 長行台団地 - 長行 - 高野 - 南方三丁目 - 蒲生 - 恵里 - 下蒲生 - 蒲生入口 - 宮田町 - 木町 - 大手町西 - ソレイユホール・ムーブ前 - 西小倉駅前 - 魚町 - 小倉駅バスセンター → 小倉記念病院
  - 南方三丁目経由。平日ダイヤは始発と最終を除き小倉記念病院行きだが、土曜ダイヤは全便、日祝ダイヤは朝1便除く全便が小倉駅バスセンター止まりとなる。
  - このほか南方三丁目経由の路線には、21番（今町・若園線）、49番（門司駅～山田線）がある。

- 山田緑地 - 蒲生入口 - 宮田町 - 木町 - 大手町西 - ソレイユホール・ムーブ前 - 西小倉駅前 - 魚町 - 小倉駅バスセンター
  - 蒲生入口から分岐して山田緑地を発着とする系統。この系統は土日祝日のみ運行される。山田緑地は園内に乗り入れるため、山田緑地が閉園した場合は蒲生入口までの運行となる。（この場合、山田緑地と隣接する山田バス停は休止）
  - 蒲生入口 - 木町間は門司駅 - 山田線と重複し、2020年3月14日改正以前は青葉営業所が運行していた。2022年3月12日改正までは山田緑地 - 砂津系統として運行していた。

■ 無番

- 小倉記念病院 → 浅野二丁目 → 京町三丁目 → 小倉駅バスセンター
  - 2022年3月12日改正で新設。小倉記念病院から中谷への直通運行に代わり、小倉記念病院→小倉駅間の無番系統と小倉駅→中谷の45番系統に分離した。
  - 45番小倉記念病院行きが到着後、すぐの折り返しとなる。小倉駅バスセンター到着後は回送。

### 門司駅～山田線
2022年3月12日、青葉営業所が閉鎖に伴い、中谷営業所、恒見営業所に移管された。また、中谷発着が入出庫便として新設された。愛の家車庫 - 砂津 - 門司駅前間を三萩野、大里桃山町経由で結ぶ路線。藤松・大里桃山町経由のため門司駅方面は遠回りとなる。基本は1時間に3本運行。
■□■ 49
- 愛の家車庫 - 蒲生入口 - 宮田町 - 木町 - 三萩野 - 平和通り - 小倉駅入口 - 砂津 - 赤坂 - 鳥越 - 藤松公団前 - 緑ヶ丘中学校下 - 大里桃山町 - 門司駅前
- 中谷 - 長行台団地 - 長行 - 高野 - 南方三丁目 - 蒲生 - 恵里 - 下蒲生 - 蒲生入口 - 宮田町 - 木町 - 三萩野 - 平和通り - 小倉駅入口 - 砂津 - 赤坂 - 鳥越 - 藤松公団前 -緑ヶ丘中学校下 - 大里桃山町 - 門司駅前
  - 中谷発着は早朝に門司駅行き1本（日祝運休）、夜に中谷行きが1本運行される。高野 - 蒲生間は21番と同様に南方三丁目経由。

### 東谷 - 徳力線
2021年10月1日ダイヤ改正より運行開始。同日廃止された西鉄バス筑豊の西鉄後藤寺～中谷線（旧：田川(快速)小倉線）のうち北九州市内区間を引き継ぎ、志井線34番中谷発着と統合するかたちで新設された。2023年3月31日をもって頂吉越発着の2番・3番を廃止し、以降は志井線34番中谷発着の代替となる1番のみが運行されている。原則として日野ポンチョ（小型車）が使用されるが、予備車が無いため、代走運転はいすゞエルガミオ（中型車）を使用する。
1
- 徳力公団前駅（→徳力団地南→）ハローデイ徳力本店前 - 志徳団地北 - 下志井 - 北九州高専前 - 志井車庫 - 上志井 - 母原 - 新道寺 - 山ケ迫 - 石原町 - 中谷
  - 中谷と徳力公団前駅を結ぶ系統。中谷～志井車庫間は日中は34番中谷発着に代わり、本系統により代替される。
  - 徳力公団前駅発のみ徳力団地南を経由する。
  - 2023年4月1日のダイヤ改正では朝に1往復、中谷～志井車庫の区間便が新設された。

## 廃止された路線
30○砂津−三萩野−北方−徳力団地口−中谷−呼野
35○砂津−（上記の通り）−中谷−平尾台分校前
36○砂津−（上記の通り）−中谷−合馬
37○砂津−（上記の通り）−中谷−道原・頂吉
路線名は不明だが、平成の初期まで運行されていた。
福岡〜小倉線（なかたに・ひきの号）も担当した時代もあり砂津出入庫の際、134○で運行していた。
24○砂津−三萩野−木町−蒲生入口−恵里・西谷変電所があったが21○今町線・45○蒲生線に吸収され廃止。

30○砂津−三萩野−北方−南方−桜橋−中谷が運行されるも利用客低迷のため廃止。12○若園線に吸収される。

### 2010年度上半期の実験
ダイエー徳力店跡の再開発計画の遅れや収益性向上などの課題を克服するため、路線縮小が続く中、2010年度改正に併せ以下の2路線が9月までの半年間実験的に運行された。ただし、
- バス停の新設は伴わず
- ショートカット区間を多用
- 平日の運行設定無し

という特徴があった。その後利用動向を検討した結果、乗客数が少なすぎたため、結局実験止まりとし定番化断念に追い込まれた。

#### 中谷 - サンリブシティ小倉線
□ 3
実験路線だったため停留所の新設を伴わず、スルー区間が長大となっていた。このスルー区間は最寄りの鉄道駅まで遠かったり、鉄道路線の運行本数自体が少なかったりして、潜在的な需要を掘り起こせる可能性があった。最後まで実験を維持できた背景にはサンリブが集客増のため運行費用の補助を行っていた可能性があり、実際に期間中はサンリブシティ小倉のチラシにもこの路線の利用を促進するため運行告知が載せられていた。サンリブは、ダイエー徳力店の閉店後、蒲生線ルートの家庭にも新聞折り込みを入れていたが、最終的にはダイエー跡に核テナントとして出店する方針を取った。
- 中谷 - （蒲生線ルート） - 高野〔南方三丁目方面〕 - （スルー） - 志井入口〔山手方面〕 - 志徳団地 - （スルー） - 西蜷田 - 蜷田 - 横代北町二丁目 - 湯川中学校前 - サンリブシティ小倉
志徳団地と西蜷田間のスルー区間の主なルートは、企救丘小学校入口 - モノレール企救丘駅付近 - 北九州市道湯川東谷線（山手団地内 - JR石田駅入口）- 福岡県道51号との交差点。

#### 中谷 (都市高速) 門司港レトロ線
当初は2010年9月までの土・日祝日に運行される予定だったが、6月20日をもって一旦打ち切られ、その後は夏休み期間となる7月17日から8月29日までの土・日祝日のみ運行された。結局半年持たずに早々と姿を消した。
□ 106
中谷管轄では、134番が高速担当の間合い運用から志井地区での本格運用となった際、34番の運行本数が半減された過去がある。
- 中谷 - （蒲生線ルート） - 高野〔南方三丁目方面〕 - （スルー） - 志井入口〔山手方面〕 - 志徳団地 - （134番ルート） - 北方駅 - （北方ランプ - 都市高速1号線 - 紫川ジャンクション - 都市高速 - 春日ランプ） - 門司港レトロ地区（終点：東本町二丁目）

### 中谷ローカル線
バス便が完全に廃止された区間のみ示す。これ以外の区間は別路線が代替し、最初以外は北都観光バス・平尾台観光タクシーが代替交通手段を運行している。
長行 - 長行校下（モノレール連絡路線）
□ 35
平尾台入口 - 平尾台三合目 - 平尾台七合目 - 吹上峠 - 平尾台観光ホテル入口 - 平尾台分校前
□ 36
両谷出張所前 - 吉兼 - 網代橋 - 合馬竹林公園 - 下合馬 - 合馬小学校前 - 三岳入口 - 屋敷 - 麻生橋 - 合馬
□ 37
両谷出張所前 - 菅生中学校前 - 製材所前 - 山本 - 山本小学校前 - 春吉 - 新月 - 眼鏡橋 - 長尾野 - 松ヶ鼻 - 道原 - 井手ヶ原 - 頂吉口 - 頂吉

### 徳力線
中谷ローカル線の前身である路線。小倉（一部は戸畑）まで運行していた。
■□ 30
中谷 - 長行校下 - 徳力団地口 - 北方 - 三萩野 - 魚町 - 青葉車庫
■□ 35
平尾台 - 平尾台入口 - 中谷 - 長行校下 - 徳力団地口 - 北方・北九州大学 - 三萩野 - 魚町 - 青葉車庫
■□ 36
合馬 - 長行台団地 - 長行校下 - 徳力団地口 - 北方 - 三萩野 - 魚町 - 青葉車庫
□ 36
合馬 - 長行台団地 - 長行校下 - 徳力団地口 - 北方 - 三萩野 - 清水交番 - 一枝 - 浅生通 - 戸畑渡場
■□ 37
頂吉 - 道原 - 中谷 - 長行校下 - 徳力団地口 - 北方 - 三萩野 - 魚町 - 青葉車庫
□130：中谷 - 長行校下 - 徳力団地南 - 守恒 - 北方 - (北方ランプ)北九州都市高速1号線(大手町ランプ) - 大手町 - 九州厚生年金会館前 - 勝山橋 - 魚町 - 砂津･小倉駅前(構内)
□131：中谷 - 長行校下 - 徳力団地南 - 守恒 - 北方 - (北方ランプ)北九州都市高速1号線・北九州都市高速2号線(東浜ランプ※のちに小倉駅北ランプ) - 小倉駅北口 - 砂津 
北九州都市高速1号線暫定開業時(若園～東浜間)に新設された路線。開設当初は130,131共に砂津行きであった。のちに後述の30(急行)とのループ運行になり130が砂津から小倉駅構内に変更となる。
□30(急行)：中谷 - 徳力団地口 - 守恒 - 北方 - 富士見町 - 片野新町一丁目 - 三萩野 - 平和通 - 小倉駅(構内)
平成初頭に新設された路線。中谷より130都市高速経由で小倉駅構内まで来て30(急行)でループするパターンと逆に30(急行)で小倉駅構内まで来て130都市高速経由でループするパターンが存在した。車両は西工B型一般路線車市内急行カラー(日産ディーゼル)が専用車両で使用され、30(急行)新設時に三菱ふそうが増備された。

### 蒲生線
■□ 24
2008年3月24日に門司駅 - 山田線と再統合されたことにより廃止。
- 小倉駅バスセンター - 平和通り - 三萩野 - 貴船町 - 木町 - 熊谷町 - 蒲生入口 - 下蒲生 - 恵里 - 蒲生 - 岩鼻 - 高野 - 長行 - 長行台団地 - 中谷
- 小倉駅バスセンター - 平和通り - 三萩野 - 貴船町 - 木町 - 熊谷町 - 蒲生入口 - 下蒲生 - 恵里 - 蒲生 - 南方三丁目 - 高野 - 長行 - 長行台団地 - 中谷
- 小倉駅バスセンター - 平和通り - 三萩野 - 貴船町 - 木町 - 熊谷町 - 蒲生入口 - 下蒲生 - 恵里 - 蒲生 - 岩鼻 - 高野 - 西谷変電所

なお中谷発着便の一部は、日祝日を除き、以下のルートで延長してループ運転された（主な停留所）。2008年3月24日に分離され浅野営業所へ移管された。
- 小倉駅バスセンター→浅野二丁目→末広二丁目→赤坂海岸第一→赤坂海岸第四→末広二丁目→浅野二丁目→小倉駅バスセンター

■□ 33
砂津チャチャタウン前 - 小倉駅バスセンター - 平和通り - 三萩野 - 城野四ツ角 - 城野町 - 北方・北九州大学前 - 錦町 - 恵里 - 蒲生 - 岩鼻 - 高野 - 長行 - 長行台団地 - 中谷
■□ 35（平尾台線廃止後に番号設定）
青葉車庫 - 西小倉駅前 - 魚町 - 平和通り - 三萩野 - 城野四ツ角 - 城野町 - 北方・北九州大学前 - 日の出町 - 守恒 - 徳力新町 - 岩鼻 - 高野 - 長行 - 長行台団地 - 中谷
■□ 45
- 西谷変電所 - 高野三丁目 - 高野公民館前 - 高野（この先小倉都心部までは岩鼻経由の営業所発着系統と同じ）
45番のうちの枝線系統（高野支線）。2017年3月24日限りで廃止。

### 小倉 (徳力) 田川線
□ 30
以前は筑豊地区の営業所と共同運行していたが、乗客減などから徐々に運行区間を縮小し、廃止。徳力 - 門司線と、西鉄バス筑豊田川支社が運行（以前は西鉄本社から管理受託）している後藤寺 - 中谷線が、代替路線としての役割を担っていたが、後藤寺 - 中谷線も2021年7月31日をもって運行終了となった。
- 小倉都心部（時代により変遷） - 平和通り - 三萩野 - 城野四ツ角 - 城野町 - 北方・北九州大学前 - 日の出町 - 守恒 - 徳力公団前駅 - 志井入口 - 徳力嵐山口駅 - 長行校下 - 中谷 - 高津尾 - 石原町 - 平尾台入口 - 木下 - 呼野 - 香春 - 伊田駅 - 後藤寺バスセンター - 西鉄後藤寺

### 志井線
■□ 31
34同様、中谷営業所行きの便も設定されていた。後に志井車庫・母原止めとなり、路線整理で廃止された。
- 砂津 - 小倉駅バスセンター - 平和通り - 三萩野 - 城野四ツ角 - 城野町 - 北方・北九州大学前 - 日の出町 - 守恒 - 徳力公団前駅 - 志井入口（山手方面） - 志徳団地 - 下志井 - 北九州高専前 - 志井車庫 - 上志井 - 母原 - 新道寺 - 山ヶ迫 - 目倉 - 高津尾 - 中谷

■□ 36
2021年10月1日ダイヤ改正で砂津発中谷行きのみ廃止。
- 砂津→小倉駅バスセンター→魚町→西小倉駅前→ソレイユホール・ムーブ前→大手町→貴船町→三萩野→片野駅→北方駅→競馬場前北九州市立大学前→日の出町→守恒→権現堂→山手一丁目→志徳団地→志徳団地北→志井入口→徳力嵐山口駅→長行校下→中谷

□ 132
2021年10月1日ダイヤ改正で廃止。全便スロープ付大型車での運行であった。平日のみ、北方から都市高速経由で浅生市場前行きのみ運転された（浅生市場前到着後は戸畑営業所まで回送され、折り返しは戸畑駅から32番となった）。
- 志井車庫→北九州高専前→下志井→志徳団地→山手一丁目→権現堂→守恒→日の出町→北方・北九州市立大学前→北方駅→（北方）（都市高速）（下到津）→一枝入口→明治学園前→戸畑区役所→浅生通り→浅生市場前
- 中谷→長行校下→徳力嵐山口駅→志井入口→徳力公団前駅→徳力団地口→守恒→日の出町→北方・北九州市立大学前→北方駅→（北方）（都市高速）（下到津）→一枝入口→明治学園前→戸畑区役所→浅生通り→浅生市場前

■□ 134
当初は中谷営業所が福岡空港行高速を担当していた際の営業所送り便として朝は小倉都心行き、夕方は営業所行きとしてそれぞれ運行されていた。後に高速バス運用抜本見直しに併せ志井線再編で一般車に切り替えられ、34番の半数近くが移行した。2016年10月期一斉ダイヤ改正で都市高速運行が取り止められ、36番に変更された。ここでは変更にかかるルートのみを掲載する。
- 大手町 - （大手町ランプ - 北九州高速1号線 - 北方ランプ） - 北方駅 - 北方・北九州市立大学前 - 自動車免許試験場口 - 日の出町

### 徳力 - 門司線
志井入口 - 守恒間で、134営業所行きと同じ山手一丁目経由ルートの便が運行されていた。

### 徳力 - 黒崎線
□ 4
路線は現存するが、便数・区間が大幅に削減された。中谷営業所受け持ち分は営業所から北方一丁目までの区間において新旧国道322号を通る便であった。

### 徳力 - 戸畑線
■□ 5
中谷営業所受け持ち分は営業所から北方一丁目までの区間において新旧国道322号を通る便であった。

### 若園線
中谷営業所移管後、小倉駅から浅野営業所まで行く便と、回送を兼ねた新旧国道322号を通る便などが運行されていた時期があった。

### 門司駅 - 山田線
■□ 45・49
以前にも蒲生線と統合されていた時期があった。蒲生入口から門司方面の路線は現在と同じなので、浅野営業所の項を参照。

### 門司 - 戸畑・中谷線
■□ 6
（6番:現行路線 中谷 - 門司駅前）- 大里 - 小森江 - 風師 - 門司港レトロ - 清見一丁目 - 折戸口団地前 - 田野浦（門司営業所）

### 今町・若園線
■□ 12
(12番:現行路線 砂津 - 城野駅南口) - 中城野 - 若園四丁目（→企救中学校前→国立小倉医療センター→/←国立小倉医療センター←小倉南区役所前←）北方 - 北方・北九州市立大学前 - 日の出町 - 守恒 - 守恒駅 - 徳力新町 - 岩鼻 - 高野 - 長行 - 長行台団地 - 中谷
中城野、国立小倉医療センター経由の路線。2021年12月18日ダイヤ改正で、中谷発着のみ国立小倉医療センターへ乗り入れが廃止された。

### 蒲生線
■□ 45
- (45番:現行路線 中谷 - 小倉駅バスセンター) （→米町→/←浅香通り←）砂津
- (45番:現行路線 山田緑地 - 小倉駅バスセンター) （→米町→/←浅香通り←）砂津
- 2022年3月12日改正で砂津発着が廃止され、小倉駅バスセンター発着となった。

### 東谷 - 徳力線
2
- 中谷 - 石原町 - 山ケ迫 - 東谷興農会前 - 呼野 - 頂吉越
  - 中谷と頂吉越を結ぶ系統。2021年10月1日より1年間の試行運行として運行している（試行開始から1年半が経過した2023年3月31日をもって廃止となる）。
  - 頂吉越到着後は、すぐの折り返しとなる。

3
- 徳力公団前駅（→徳力団地南→）ハローデイ徳力本店前 - 志徳団地北 - 下志井 - 北九州高専前 - 志井車庫 - 上志井 - 母原 - 新道寺 - 山ケ迫 - 東谷興農会前 - 呼野 - 頂吉越
  - 徳力公団前駅と頂吉越を結ぶ系統。2021年10月1日より1年間の試行運行として運行している（試行開始から1年半が経過した2023年3月31日をもって廃止となる）。
  - 徳力公団前駅発のみ徳力団地南を経由する。頂吉越到着後は、すぐの折り返しとなる。

### 季節臨時
急行 戸畑(砂津)-平尾台
- 戸畑渡場 - 中原 - 大門 -(戸畑向け)北九州市役所 魚町(平尾台向け) - 三萩野 - 北方 - 徳力団地口 - 中谷 - 平尾台入口 - 平尾台三合目 - 平尾分校
- 砂津 - 小倉駅前 - 平和通 - 三萩野 - 北方 - 徳力団地口 - 中谷 - 平尾台入口 - 平尾台三合目 - 平尾分校

※毎年春分の日から秋分の日の間の日祝日(学校夏季休暇中は毎日)運行されていた。戸畑発着便は戸畑営業所との共同運行。かつて小倉市街地は一方通行であったため、戸畑発平尾台行きは大門から勝山通りを経て平和通へ、一方戸畑行きは平和通手前から左折し小文字通りを通り大門へと至っていた。
到津遊園臨時 中谷(志井車庫)-到津遊園
- 中谷 - 長行校下 - 徳力団地口 - 守恒 - 北方 - 富士見町 - 三萩野 - 木町 - 到津遊園
- 志井車庫 - 志徳団地 - 守恒 - 北方 - 富士見町 - 三萩野 - 木町 - 到津遊園

※昭和末期まで、毎年春分の日から秋分の日までの日祝日に運行されていた。行先番号は付与されず方向幕の行先番号の部分に水色文字で「臨時」と表記され経由地、行先が書かれていた。

## 車両
路線車
西日本車体工業架装による日産ディーゼル（当時、現UDトラックス）社製が中心。西工解散後はジェイ・バス架装のいすゞ自動車製が中型車で配備される一方、他の営業所との車両融通も多い。2014年1月には大型車では初めて純正車体・ノンステップ車（いすゞ製）を導入した。2021年10月には東谷～徳力線専用の小型車（日野・ポンチョ）を導入した。
高速車
(西日本車体工業B高)架装による日産ディーゼル(当時)現UDトラックスの配置。一般路線用ではなく、臨時便に使用。

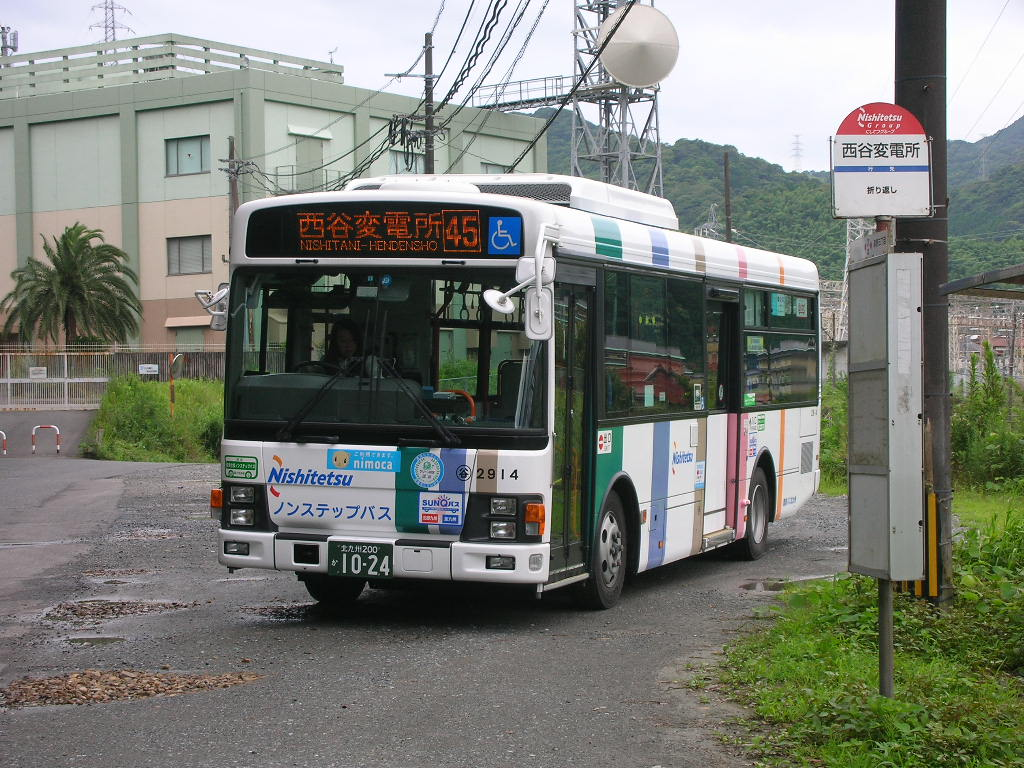
中型車
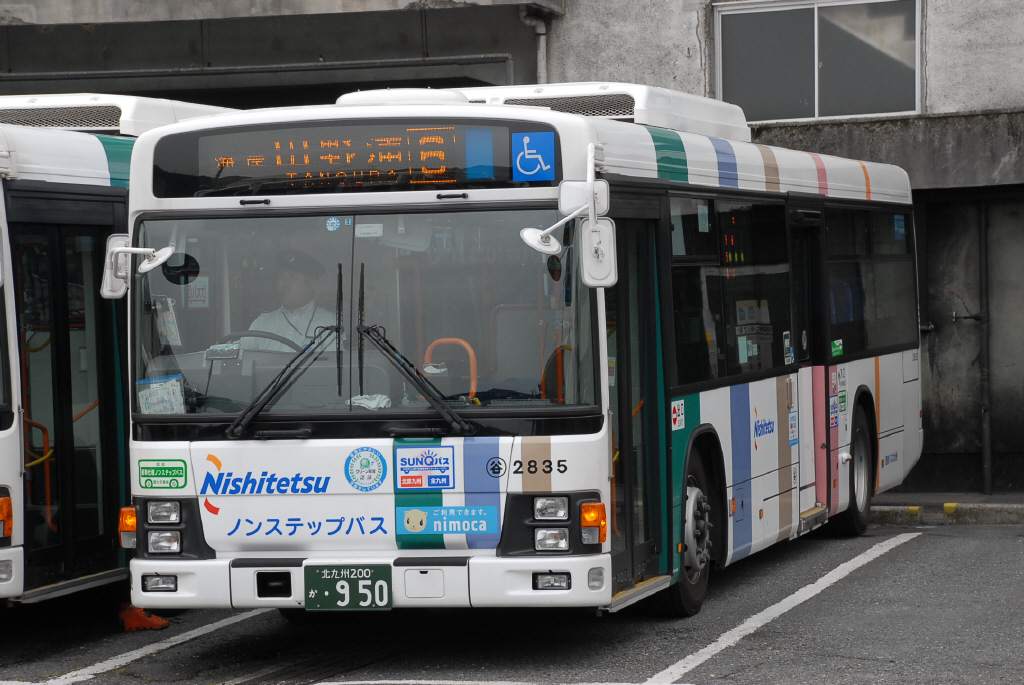
大型車
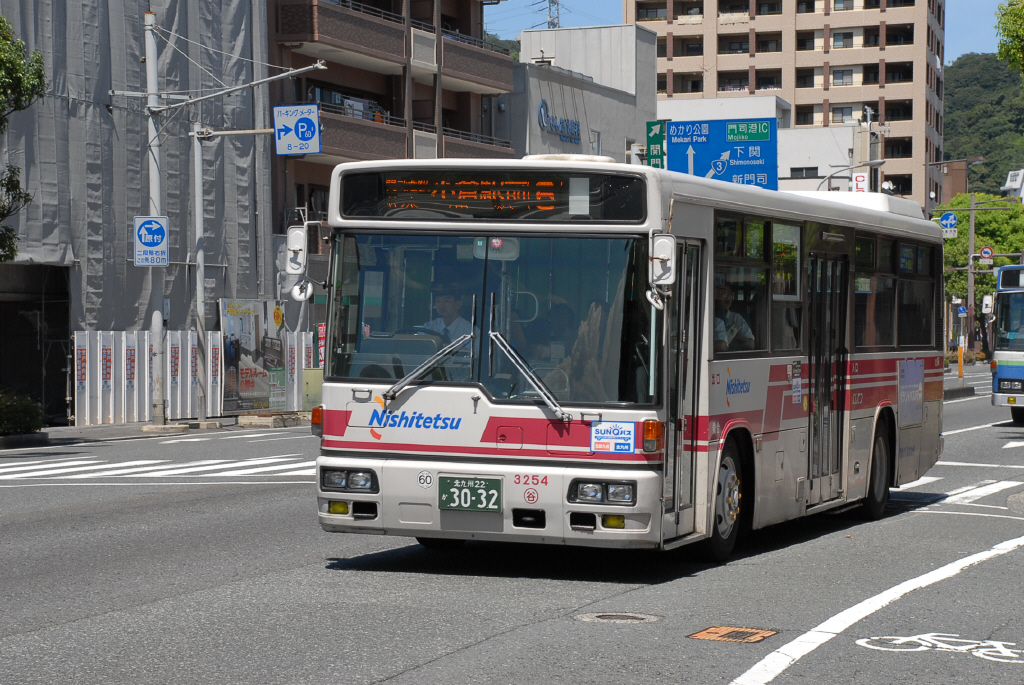
大型車（三菱車）
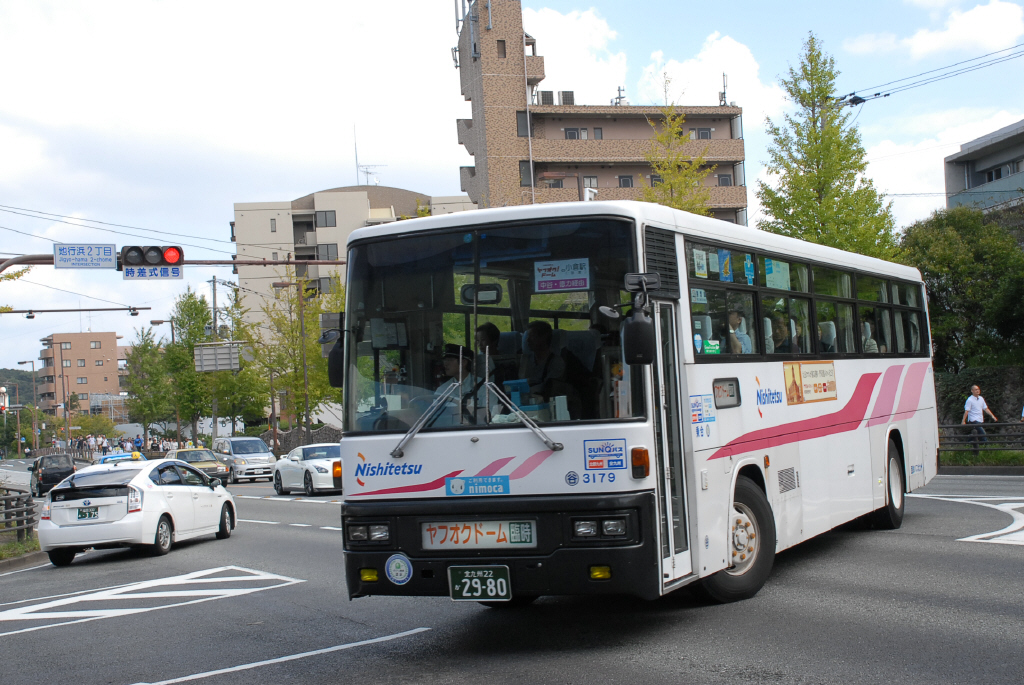
高速車

貸切車
以前は専用車が配置されていたが、グリーン経営認証を受けるため廃止。